# Nyalka
Nyalka (vyslovováno [ňalka]) je vesnice v Maďarsku v župě Győr-Moson-Sopron, spadající pod okres Pannonhalma. Nachází se asi 2 km východně od Pannonhalmy a asi 15 km jihovýchodně od Győru. V roce 2015 zde žilo 442 obyvatel. Dle údajů z roku 2011 tvoří 93,3 % obyvatelstva Maďaři, 0,4 % Němci, 0,4 % Rumuni, 0,2 % Arméni a 0,2 % Slováci.
Sousedními vesnicemi jsou Mezőörs, Pázmándfalu, Pér a Táp, sousedním městem Pannonhalma.